# 蒽醌法
蒽醌法是一种生产过氧化氢的方法 ，由德國的巴斯夫公司（BASF）发明。生产过氧化氢的技术是直接还原氧得到产物。然而，氢本身却要先通过钯催化使得2-烷基蒽醌氢化，得到2-烷基蒽氢醌。氧气和有机相的蒽醌反应生成过氧化氢。除了乙基和叔基，丁基也有使用。
然后，过氧化氢用水萃取出来，在第二步中通过蒸馏从水中分离。过氧化氢作为产品储存起来。蒽醌作为催化剂，总反应方程式是：
H2 + O2 → H2O2
如果使用臭氧代替氧气，也可以用这种方法生产过三氧化氢。